# Hyloniscus riparius
Hyloniscus riparius là một loài chân đều trong họ Trichoniscidae. Loài này được Koch miêu tả khoa học năm 1838.